# James V. Hansen
James Vear Hansen (14. srpna 1932 Salt Lake City, Utah, USA – 14. listopadu 2018) byl americký politik. Studoval na střední škole East High School ve svém rodném městě Salt Lake City. V letech 1951-1955 působil u Námořnictva Spojených států amerických a následně studoval na University of Utah. V letech 1981-2003 byl členem Sněmovny reprezentantů USA za první obvod státu Utah.